# Остапівська сільська рада (Варвинський район)
Оста́півська сільська́ ра́да — адміністративно-територіальна одиниця та орган місцевого самоврядування в Варвинському районі Чернігівської області. Адміністративний центр — село Остапівка.

## Загальні відомості
- Територія ради: 29,563 км²
- Населення ради: 697 осіб (станом на 2001 рік)

Остапівська сільська рада створена у 1928 році. Нинішня сільрада стала однією з 14-ти сільських рад Варвинського району і одна з п'ятьох, яка складається з одного населеного пункту.

## Населені пункти
Сільській раді підпорядковані населені пункти:
- с. Остапівка

## Освіта й господарство
На території сільської ради діє Остапівська ЗОШ І-ІІ ст., Остапівський ДНЗ «Пролісок».

## Склад ради
Рада складається з 12 депутатів та голови.
- Голова ради: Хижняк Микола Миколайович
- Секретар ради: Лісова Любов Миколаївна

### Керівний склад попередніх скликань
| Прізвище, ім'я, по батькові | Основні відомості                                                                       | Дата обрання | Дата звільнення |
| --------------------------- | --------------------------------------------------------------------------------------- | ------------ | --------------- |
| Хижняк Микола Миколайович   | Сільський голова, 1979 року народження, освіта вища, член Соціалістичної партії України | 26.03.2006   | 31.10.2010      |
| Хижняк Микола Миколайович   | Сільський голова, 1979 року народження, освіта вища, безпартійний                       | 31.10.2010   |                 |

Примітка: таблиця складена за даними сайту Верховної Ради України

### Депутати
За результатами місцевих виборів 2010 року депутатами ради стали:

#### За суб'єктами висування
| Суб'єкт висування                                       | Кількість обраних депутатів | %    |
| ------------------------------------------------------- | --------------------------- | ---- |
| Партія регіонів                                         | 6                           | 50   |
| Політична партія «Сильна Україна»                       | 2                           | 16,7 |
| Політична партія «Фронт Змін»                           | 2                           | 16,7 |
| Комуністична партія України                             | 1                           | 8,3  |
| Політична партія Всеукраїнське об'єднання «Батьківщина» | 1                           | 8,3  |

#### За округами
| № округу                                                | Прізвище, ім'я, по батькові     | Дата визнання обраним | Освіта  | Партійна приналежність                        | Відомості про обраного депутата                           |
| ------------------------------------------------------- | ------------------------------- | --------------------- | ------- | --------------------------------------------- | --------------------------------------------------------- |
| Комуністична партія України                             |                                 |                       |         |                                               |                                                           |
| 11                                                      | Остапенко Антоніна Іванівна     | 02.11.2010            | середня | позапартійна                                  | державна по-жежна частина № 9, радіотелефоністка          |
| Партія регіонів                                         |                                 |                       |         |                                               |                                                           |
| 2                                                       | Даниленко Микола Іванович       | 02.11.2010            | середня | член Партії регіонів                          | СТОВ «Дружба Нова», водій                                 |
| 3                                                       | Андрущенко Анатолій Іванович    | 02.11.2010            | середня | член Партії регіонів                          | ТОВ «Прогрес», механізатор                                |
| 4                                                       | Олефір Анатолій Прокопович      | 02.11.2010            | середня | позапартійний                                 | ТОВ «Агро», інженер-електрик                              |
| 9                                                       | Лісова Любов Миколаївна         | 02.11.2010            | вища    | позапартійна                                  | Остапівська сільська рада, секретар                       |
| 10                                                      | Чеверда Сергій Олександрович    | 14.11.2010            | середня | член Партії регіонів                          | ЗАТ «Прогрес», водій                                      |
| 12                                                      | Дяченко Анатолій Олександрович  | 02.11.2010            | середня | позапартійний                                 | пенсіонер                                                 |
| Політична партія Всеукраїнське об'єднання «Батьківщина» |                                 |                       |         |                                               |                                                           |
| 7                                                       | Бордун Богдан Миколайович       | 02.11.2010            | середня | член Всеукраїнського об'єднання «Батьківщина» | ТОВ "Прогрес" агроцех, начальник                          |
| Політична партія «Сильна Україна»                       |                                 |                       |         |                                               |                                                           |
| 1                                                       | Дмитренко Ольга Артемівна       | 02.11.2010            | середня | член Політичної партії «Сильна Україна»       | Остапівський сільський будинок культури, техпрацівниця    |
| 5                                                       | Хмиловська Тетяна Миколаївна    | 02.11.2010            | середня | член Політичної партії «Сильна Україна»       | Остапівська загальноосвітня школа І-ІІ ст., техпрацівниця |
| Політична партія «Фронт Змін»                           |                                 |                       |         |                                               |                                                           |
| 6                                                       | Лісовий Володимир Володимирович | 02.11.2010            | середня | позапартійний                                 | тимчасово не працює                                       |
| 8                                                       | Ніколайчук Ганна Семенівна      | 02.11.2010            | середня | позапартійна                                  | ЗАТ «Прогрес», робітниця                                  |

## Населення
Згідно з переписом УРСР 1989 року чисельність наявного населення сільської ради становила 703 особи, з яких 291 чоловік та 412 жінок.
За переписом населення України 2001 року в сільській раді мешкало 686 осіб.

### Мова
Розподіл населення за рідною мовою за даними перепису 2001 року:
| Мова       | Відсоток |
| ---------- | -------- |
| українська | 98,71 %  |
| російська  | 1,15 %   |
| білоруська | 0,14 %   |